# Liste der Monuments historiques in Wimmenau
Die Liste der Monuments historiques in Wimmenau führt die Monuments historiques in der französischen Gemeinde Wimmenau auf.

## Liste der Bauwerke
| Bezeichnung            | Beschreibung                                                       | Standort                    | Kennzeichnung | Schutzstatus | Datum | Bild           |
| ---------------------- | ------------------------------------------------------------------ | --------------------------- | ------------- | ------------ | ----- | -------------- |
| Wohnhaus und Ölmühle   | Wohnhaus bezeichnet 1669, Ölmühle nach 1800                        | 31/32 rue Principale (Lage) | PA00085237    | Inscrit      | 1984  | weitere Bilder |
| Protestantische Kirche | Chorturm aus dem 12. Jahrhundert, Schiff von 1681, 1878 vergrößert | Rue Principale (Lage)       | PA00135155    | Inscrit      | 1995  | weitere Bilder |